# Copa do Mundo de Rodeio
A Copa do Mundo de Rodeio é o mais recente torneio criado pela PBR na qual os 5 países-membros disputam o título de melhor nação e um prêmio no valor de 100 mil dólares. Cada país conta com 5 cowboys.
Os 25 cowboys competem em quatro rodadas, duas por noite, com todos os montadores participando, resultando em 50 montarias por noite. Apenas os 3 melhores de cada time serão levados em consideração em cada rodada. Após as quatro rodadas, o time com a maior pontuação será declarado vencedor.
A primeira Copa do Mundo aconteceu em 2007, na arena "Gold Coast Convention and Exhibition Centre" em Gold Coast, no estado de Queensland, Austrália.
No ano de 2008 a segunda iria ser realizada  em 2008 na arena "Manuel Bernardo Aguirre Gymnasium" em Chihuahua, México.
Porem devido a problemas relacionados ao clima (alagamentos e frio extremo) a edição foi cancelada.
Em 2009, a terceira Copa do Mundo foi disputada na arena "Parque do Peão" em Barretos, com uma surpreendente vitória norte-americana, na considerada mais emocionante e acirrada disputa dos últimos 16 anos.
A quarta foi na primavera de 2010 no "Thomas & Mack Center", em Las Vegas, estado do Nevada - EUA.

## Quadro de Medalhas
| Ordem | País           | Medalha de ouro | Medalha de prata | Medalha de bronze | Total |
| ----- | -------------- | --------------- | ---------------- | ----------------- | ----- |
| 1     | Brasil         | 2               | 1                | 1                 | 3     |
| 2     | Estados Unidos | 1               | 1                | 1                 | 3     |
| 3     | Canadá         | 0               | 2                | 1                 | 2     |
| 4     | Austrália      | 0               | 0                | 1                 | 1     |
| 5     | México         | 0               | 0                | 0                 | 0     |

### Participações
| País           | 2007     | 2009     | 2010     | Total |
| Austrália      | Quinto   | Quarto   | Terceiro | 1     |
| Brasil         | Primeiro | Segundo  | Primeiro | 3     |
| Canadá         | Segundo  | Terceiro | Quarto   | 2     |
| México         | Quarto   | Quinto   | Quinto   | 0     |
| Estados Unidos | Terceiro | Primeiro | Segundo  | 3     |